# Christian Gottlieb Geyser

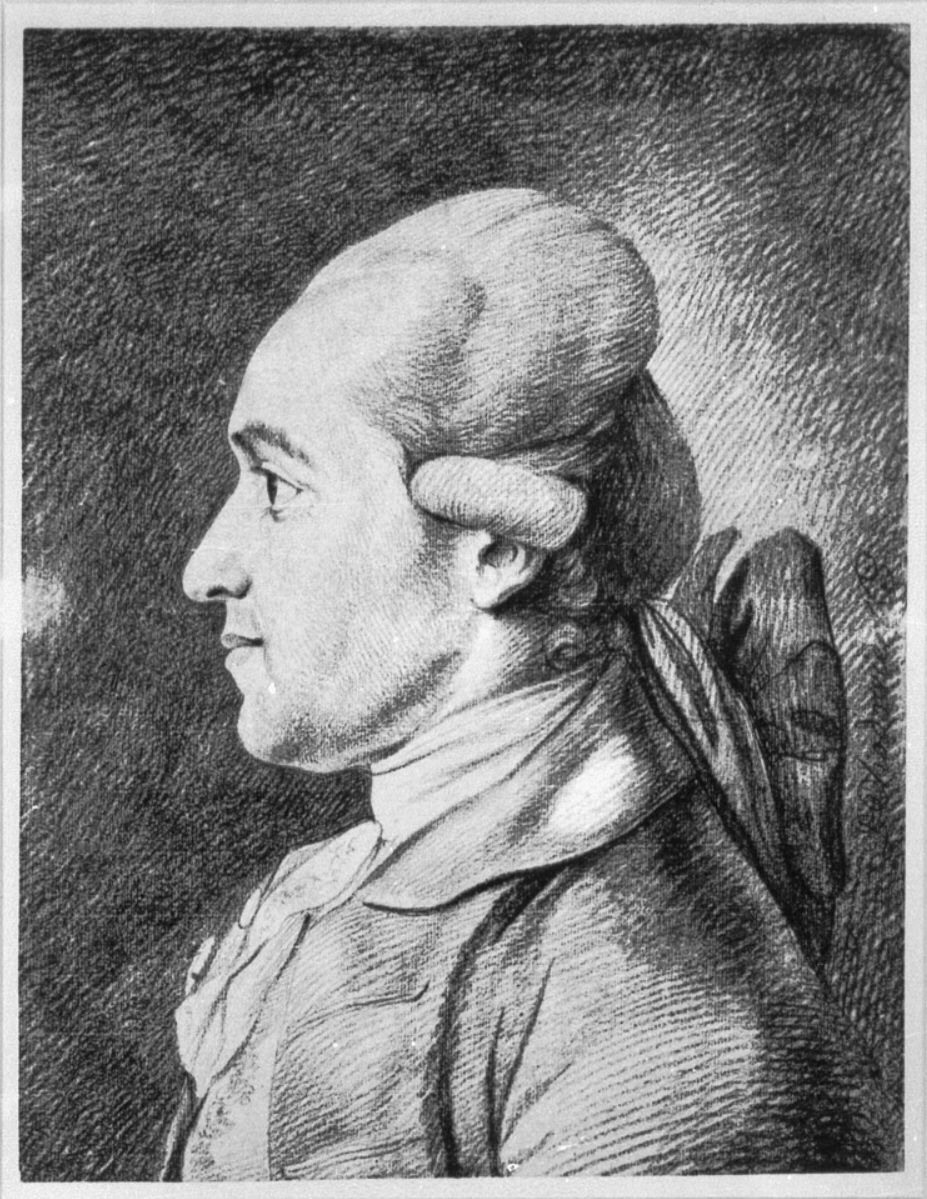
Christian Gottlieb Geyser, porträtiert von Daniel Chodowiecki (um 1780)

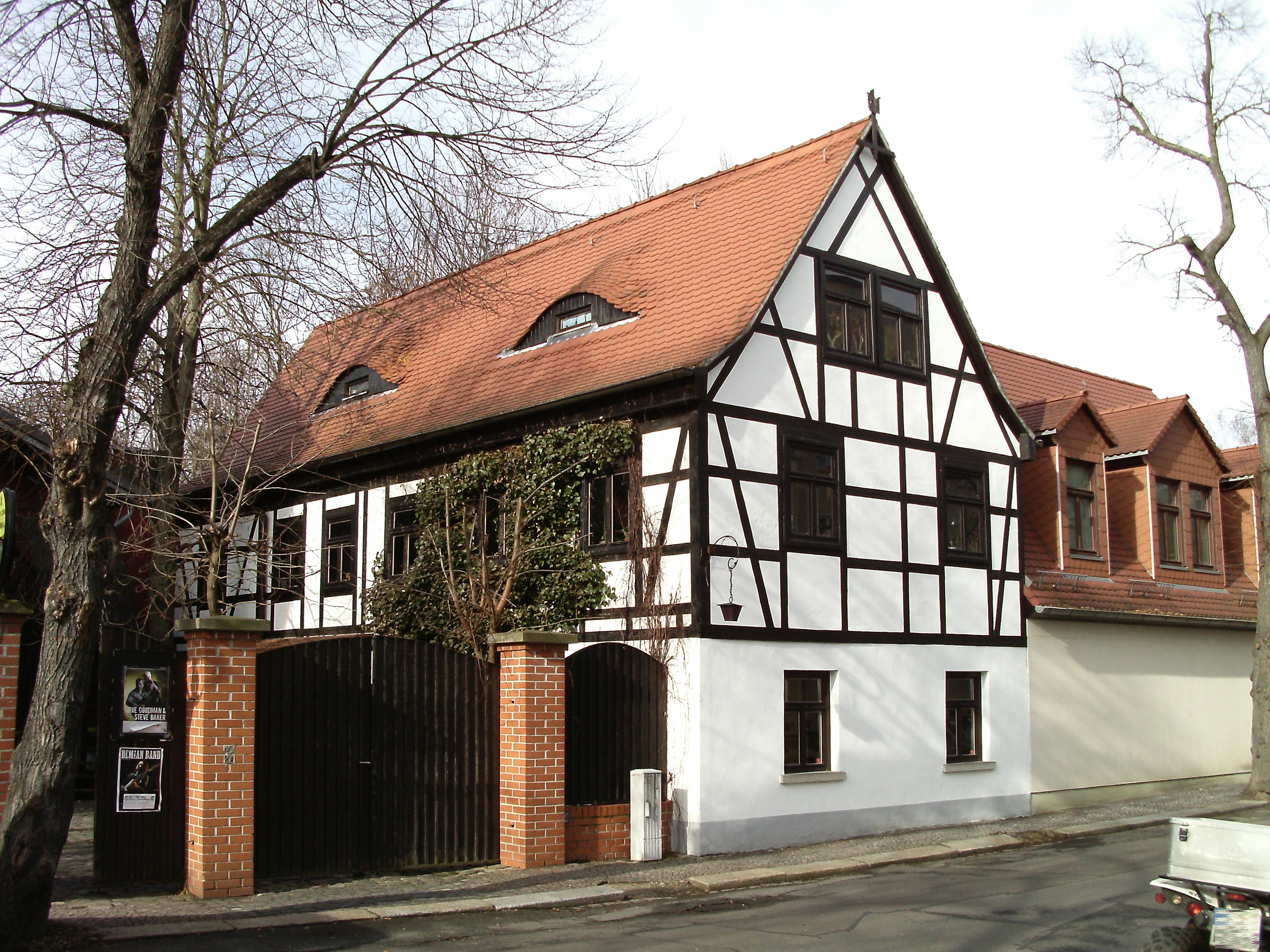
Das Geyserhaus (2012)

Christian Gottlieb Geyser (* 20. August 1742 in Görlitz; † 24. März 1803 in Eutritzsch) war ein deutscher Maler und Kupferstecher.

## Leben
Christian Gottlieb Geyser war der Sohn des Theologen und Diakons der Görlitzer Petrikirche Gottfried Geyser und Bruder von Samuel Gottfried Geyser. Er trat 1761 ein Jurastudium an der Universität Leipzig an, nahm jedoch parallel dazu Kunstunterricht bei Adam Friedrich Oeser und gilt als dessen erfolgreichster Schüler. Als Oeser 1764 erster Direktor der neugegründeten Leipziger Kunstakademie wurde, stellte er Geyser als Hilfslehrer für Kupferstich ein.
Geyser machte sich 1770 als Buchillustrator selbständig und wurde im selben Jahr Mitglied der Dresdner Akademie. Im darauffolgenden Jahr wurde er am 17. März 1771 zudem Ordentliches Mitglied der Leipziger Akademie mit einem Honorar von 100 Talern.
Im Jahre 1773 besuchte Daniel Chodowiecki Geyser in Leipzig; aus dem Besuch entstand eine langdauernde Freundschaft der beiden bedeutenden Kupferstecher. Geyser wurde 1780 Mitglied der Oberlausitzischen Gesellschaft der Wissenschaften, und 1788 nahm er an der Dresdner Kunstausstellung teil.
Am 29. November 1787 heiratete er Adam Friedrich Oesers Tochter Wilhelmine. Sein Erfolg als Künstler – er war der wichtigste Illustrator für Erstausgaben von Autoren wie Goethe und Wieland – ermöglichte es Geyser 1789, ein Landgut in Eutritzsch bei Leipzig (Gräfestraße 25) zu erwerben, das er 1792 mit seiner Familie bezog. Sein Sohn, Gottlieb Wilhelm Geyser (1789–1865) lässt sich dort später als Grafiker nieder und erbaut ein Atelier. Das Gebäude dient heute unter dem Namen GeyserHaus als soziokulturelles Zentrum.
Christian Gottlieb Geyser starb 1803 durch einen Schlaganfall während eines Spaziergangs. Seine Kupferstich-Sammlung wurde im Oktober 1804 versteigert.